# The Name of the Rose (minissérie)
The Name of the Rose (em italiano:  Il nome della rosa) é uma minissérie de drama histórico criada e dirigida por Giacomo Battiato para a RAI. A série é baseada no romance best-seller internacional com o mesmo nome de Umberto Eco. A série é estrelada por John Turturro como Guilherme de Baskerville e Rupert Everett como Bernardo Gui. A série foi coproduzido pelas produtoras italianas 11 Marzo Film e Palomar e distribuído internacionalmente pela Tele München Group.
The Name of the Rose estreou em 4 de março de 2019 na Rai 1, que encomendou a série em novembro de 2017.

## Enredo
Norte da Itália, 1327. O frade franciscano Guilherme de Baskerville (Guglielmo da Baskerville), seguido pelo jovem noviço Adso de Melk, chega a uma abadia beneditina isolada para participar de uma disputa sobre o conselho evangélico da pobreza entre representantes da Ordem Franciscana e do Papado de Avinhão. Após a chegada na abadia, os dois estão envolvidos em uma cadeia de mortes misteriosas.

## Episódios
| N.º   | Título | Dirigido por     | Escrito por | Exibição original   | Audiência (milhões) |
| ----- | ------ | ---------------- | ----------- | ------------------- | ------------------- |
| 1 & 2 | ASA    | Giacomo Battiato | ASA         | 4 de março de 2019  | 6.501               |
| 3 & 4 | ASA    | Giacomo Battiato | ASA         | 11 de março de 2019 | 4.727               |
| 5 & 6 | ASA    | Giacomo Battiato | ASA         | 18 de março de 2019 | 3.894               |
| 7 & 8 | ASA    | Giacomo Battiato | ASA         | 25 de março de 2019 | 3.960               |